# Sächsische Verfassung von 1831

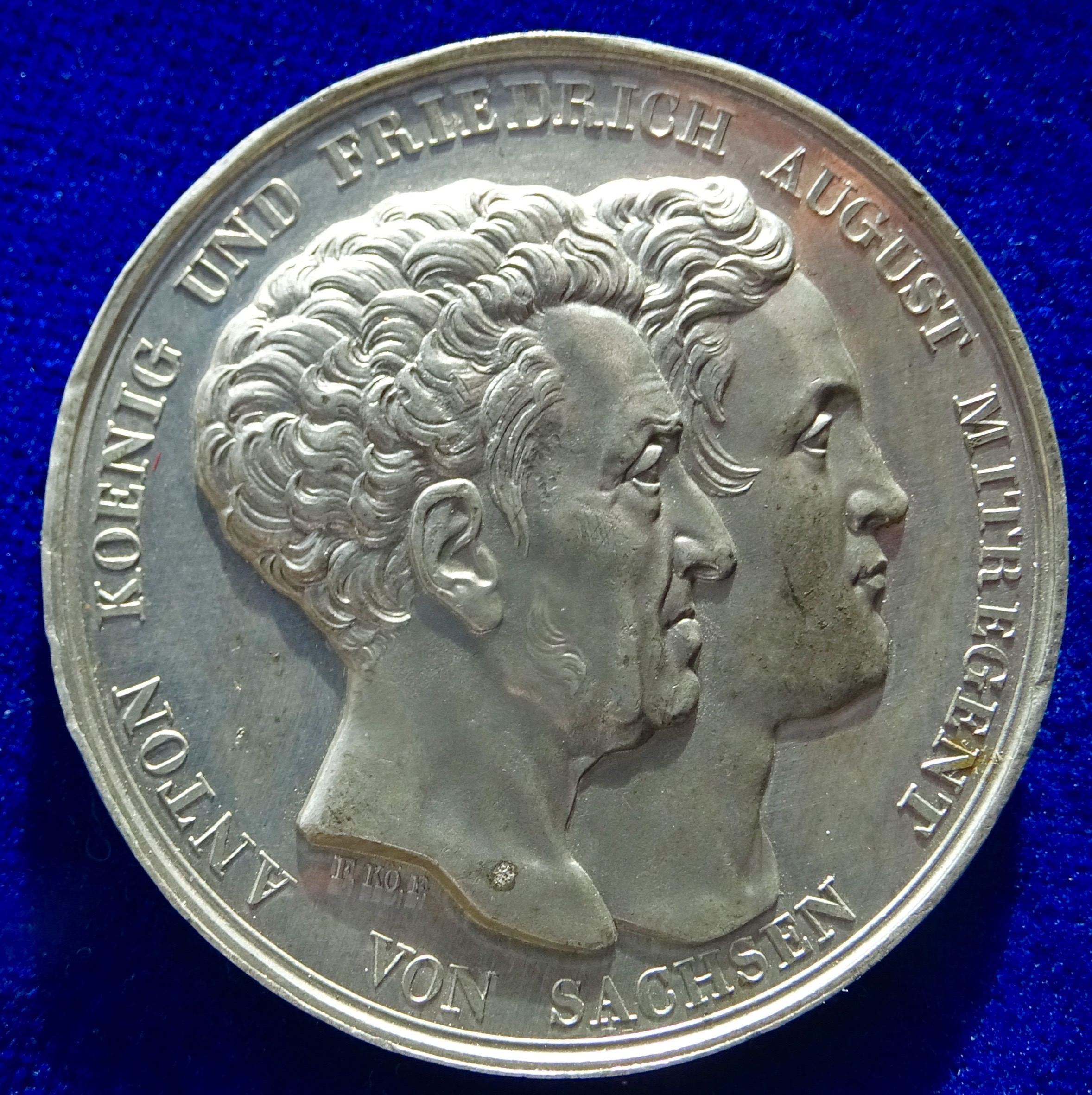
Die Medaille zur Einführung der neuen Verfassung von 1831 zeigt auf der Vorderseite die Köpfe von König Anton und Prinz-Mitregent Friedrich August.

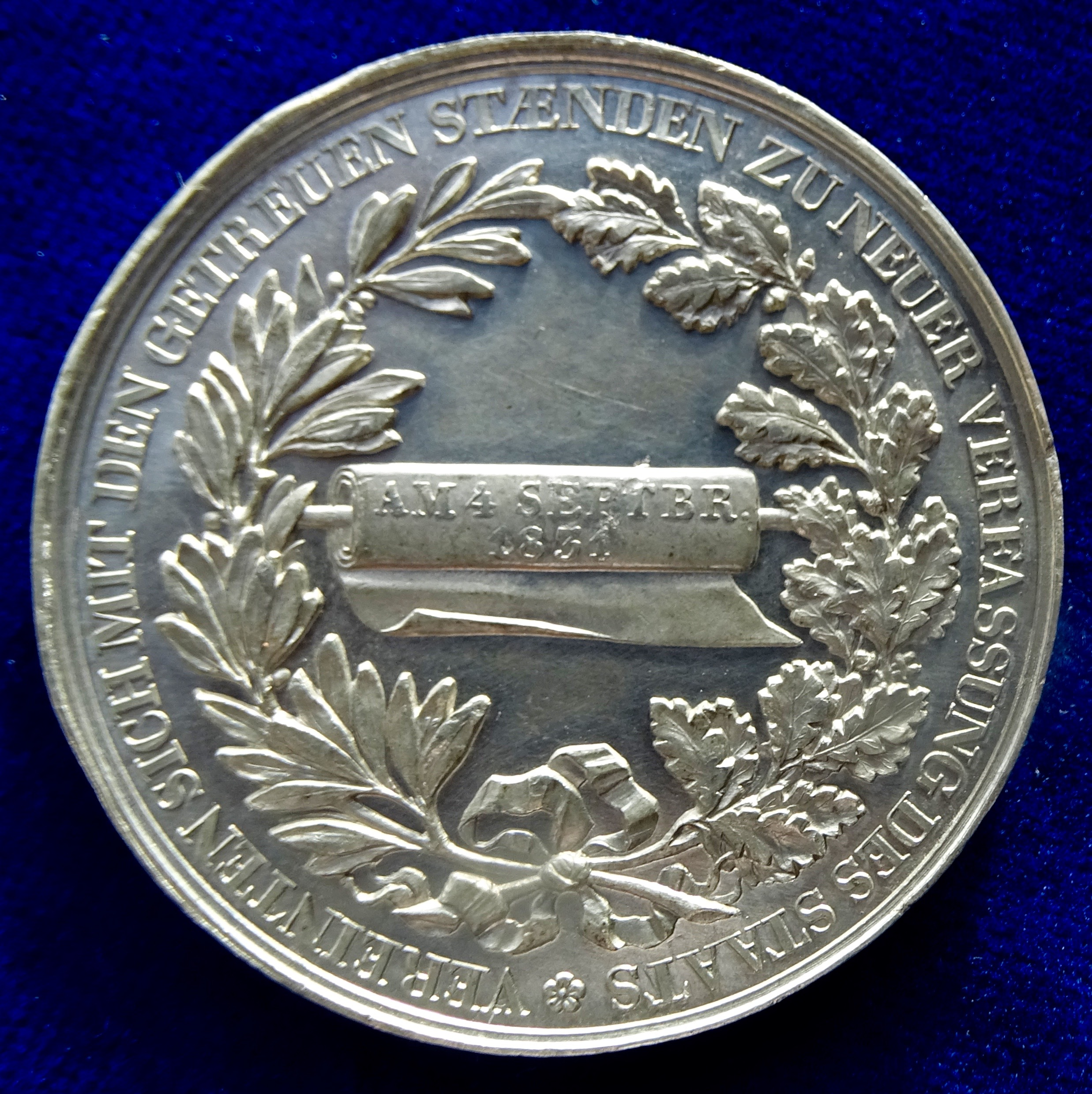
Rückseite der Verfassungsmedaille von 1831.

Die Verfassungsurkunde für das Königreich Sachsen vom 4. September 1831 ist das erste zusammenhängende formulierte und umfassende Staatsgrundgesetz für Sachsen. Die Verfassung galt 87 Jahre lang, von 1831 bis 1918. Sie sah kein repräsentatives, sondern ein ständisches Parlament vor, aber einen parlamentarischen Geschäftsbetrieb zur Mitwirkung an der Gesetzgebung. Dadurch war es möglich, in kürzerer Zeit die feudalistische sächsische Gesellschafts- und Staatsordnung in eine kapitalistische zu überführen. Diese beruhte auf Berufs- und Gewerbefreiheit, Gewährleistung des Eigentums an Produktionsmitteln und Privatvermögen, Freizügigkeit und Willkürverboten in allen Rechtsgebieten. Den ersten Entwurf der Verfassung erstellte Bernhard von Lindenau, der sich an der Badischen Verfassung von 1818 orientierte.

## Die Ablösung der altständischen Verfassung
Die seit dem Mittelalter geltende altständische Verfassung Sachsens wurde im Jahre 1728 in einer Land- und Ausschußtagsordnung zusammengefasst. Sie brachte nichts weiter als die Bestätigung der bisherigen umständlichen, schriftlichen Beratungsformen zwischen den drei Kurien der Grafen und Prälaten, der Ritterschaft, und der Städte, die in verschiedenen Sälen berieten. Auch war der zwei Drittel des Volkes umfassende Bauernstand vollständig von einer Vertretung in den Ständen ausgeschlossen. Obwohl in anderen deutschen Mittelstaaten wie in Bayern und Baden (1818) sowie Württemberg (1819) schon Verfassungen eingeführt waren, gab es in Sachsen vor 1828 kaum Forderungen nach einer Verfassung. Für dringlicher wurde die Beseitigung handgreiflicher Missstände gehalten, wie der Umgang mit den Bauern, denen die Grundherren die Landwirtschaften ruinierten, oder das Fehlen einer verantwortlichen Verwaltung in den Städten.

### Frühe Vorstellungen
1829 forderte Albert von Carlowitz in einem Aufsatz in der oppositionellen Zeitung Die Biene die Einführung einer wirksamen Volksvertretung und die gleichmäßige Verteilung der öffentlichen Lasten nach dem Vorbild der Verfassungen Bayerns und Württembergs. Im April 1830 kritisierte Otto von Watzdorf in einer Denkschrift die staatsrechtlichen Verhältnisse in Sachsen: Zahlenmäßig starke Stände seien unterrepräsentiert, vor allem die Landbewohner. Die größeren Städte würden nur durch nicht gewählte Stadträte auf den Ständeversammlungen vertreten. Die Untertanen schuldeten als Steuern grundsätzlich nur den Betrag, der durch landesherrliche Einnahmen nicht gedeckt sei. Landesherrliche Einnahmen waren die landwirtschaftlichen Einkünfte aus Lehen und Eigengütern, aus den Regalien wie Münzregal, Bergregal und Judenschutzregal, und aus Zöllen und Gerichtsgebühren. Die Stände könnten den ungedeckten Betrag aber nicht ermitteln, weil ihnen keine staatliche Gesamtrechnung vorgelegt würde. Bei der Gesetzgebung hätten die Stände nur beratende Stimme, und könnten einen Gesetzesvorschlag nicht verwerfen. Watzdorf schlug eine Ständeversammlung mit zwei Kammern vor, einer ersten für den früheren Reichsadel und die sächsischen Standesherren, und einer zweiten mit Abgeordneten der Städte, der Rittergutsbesitzer und der Landbewohner. Die Grundsätze der Verfassung sollten sein: Budgetrecht, Verantwortlichkeit der Minister, gleichberechtigte Mitsprache der Stände bei der Gesetzgebung, die Freiheit der Presse und die Abschaffung der Zeitungskonzessionen. Das Geheime Kabinett warf daraufhin Watzdorf vor, er habe seine lehensrechtlichen Pflichten als Vasall des Landesherrn und seine Pflichten als Landstand verletzt. Watzdorf verließ Sachsen und trat in die Dienste des benachbarten Herzogtums Sachsen-Coburg-Gotha.
Die drückenden Steuern, die Verschlechterung der sozialen Lage der Handwerker, der Gesellen, der Tagelöhner und anderer Lohnarbeiter führte im September 1830 in Leipzig und kurz danach in Dresden zu Aufständen. Wegen ihrer politischen und gesellschaftlichen Hintansetzung begannen Kleinbürger, sich daran zu beteiligen.

### Die Verfassungsgesetzgebung

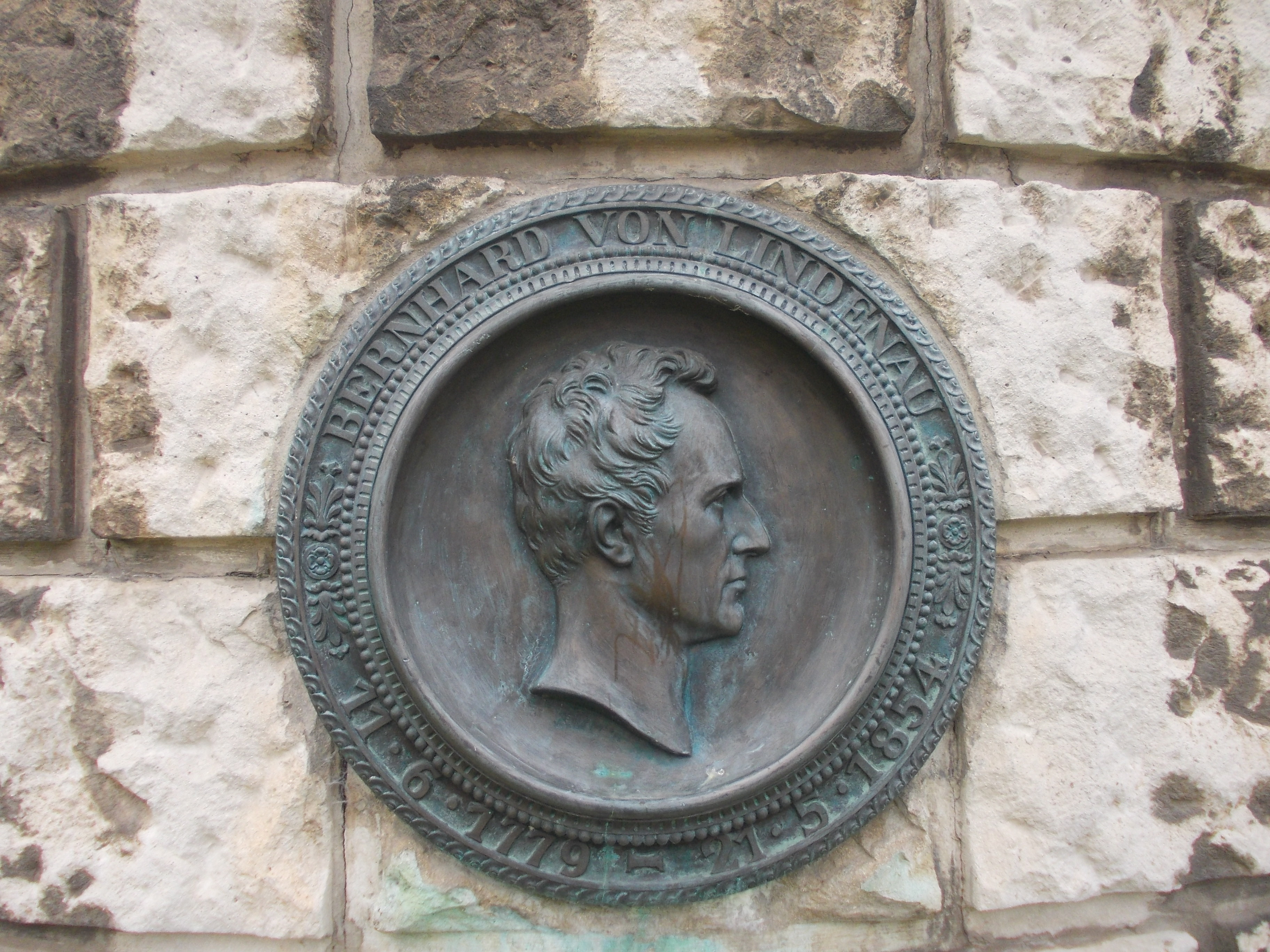
Bernhard von Lindenau (1780–1854)

Daraufhin erteilte eine Immediatkommission unter Vorsitz des Prinzen Johann dem Geheimen Rat des Königreichs den Auftrag, eine landständische Verfassung auszuarbeiten. In einer öffentlichen Bekanntmachung vom 5. Oktober 1830 kündigte ein neues Geheimes Kabinett unter dem neuen leitenden Kabinettsminister Bernhard von Lindenau eine tiefgreifende Veränderung in Verfassung und Verwaltung an. Hans Georg von Carlowitz erhielt den Auftrag, dem Geheimen Rat einen ersten Textentwurf vorzulegen. Am 7. Januar reichte Carlowitz beim Geheimen Rat seinen Entwurf ein, der sich großenteils an die badische und an die württembergische Verfassung anlehnte. Dem Entwurf war ein zweiter, noch anonymer Entwurf beigefügt, der fast ausschließlich aus der badischen Verfassung schöpfte. Dieser Entwurf stammte von Bernhard von Lindenau. Der Geheime Rat bevorzugte den Entwurf Lindenaus und legte ihn am 1. März 1831 den Ständen vor.
Da das seit Oktober 1830 betriebene Verfahren nicht öffentlich war, entstand der Verdacht, dass die Stände das Verfahren durch Untätigkeit auf unbestimmte Zeit verzögern wollten. Daraufhin erteilte der Anfang 1831 aus der Kommunalgarde entstandene Bürgerverein ihrem Mitglied, dem Rechtsanwalt Bernhard Moßdorf den Auftrag, einen Verfassungsentwurf auszuarbeiten. Moßdorf erstellte daraufhin unter dem Titel: Constitution, wie sie das sächsische Volk wünscht, einen Entwurf nach belgischem Vorbild, der zunächst die Aufhebung der Beschlüsse des Deutschen Bundes vorsah, und dann den Eintritt Sachsens in einen deutschen Staat. Der Entwurf sah eine einzige gesetzgebende Kammer vor, die von Staatsbürgern gewählt werden, die Steuern zahlen und nicht Lohnempfänger sind. Der Adel und die Grundherrschaft sollten abgeschafft sein, und Grundrechte etwa im Umfang der Virginia Bill of Rights gewährt werden. Bernhard Moßdorf verlas den Entwurf am 15. April 1831 vor dem Bürgerverein. Moßdorf wurde verhaftet und auf die Festung Königstein verbracht. Bernhard von Lindenau gelangte zu der Auffassung, dass es sich im Mai 1831 entscheide, ob die feste Ordnung wiederkehrt, oder ob die von Moßdorf vorgesehene Pöbelherrschaft an deren Stelle trete. Ähnlich sah es Metternich, Staatskanzler der Präsidialmacht Österreich des Deutschen Bundes: Er wies den Botschafter Österreichs in Sachsen an, die Vorgänge genau zu beobachten. Es sei nämlich das übliche Muster einer Revolution zu erkennen. Zunächst würden bescheidene, berechtigte Forderungen erhoben; dann erfolge der Ruf nach einer vollständigen Reform. Dann träten die radikalen Kräfte auf und verdrängten ihre liberalen Unterstützer. Dies sei der Augenblick der Entscheidung. Die sächsische Regierung sei aber nach seiner Erfahrung schwach. Die benachbarten Monarchien könnten jedenfalls nur Maßnahmen dulden, die mit dem Recht des Deutschen Bundes zu vereinbaren seien, das auf dem gemeinsamen Territorium gelte. Der Entwurf des Geheimen Rates wurde auf dessen besondere Ermahnung hin zügig in den Ständen beraten, wobei bis August 1831 vier redaktionelle Fassungen entstanden. Die Stände wünschten vor allem engere Regelungen der Vermögens- und Einkommensverhältnisse des Königshauses. Am 4. September 1831 wurde der Entwurf von König Anton (1827–1836) und dem ihm zur Seite gestellten Mitregenten Friedrich August II. (1830–1836; 1836–1854) unterzeichnet und im Schloss Deputierten der Stände übergeben.

## Sachsen als Staat des Deutschen Bundes
An erster Stelle bekräftigte die Verfassung die völkerrechtlich vereinbarte Zugehörigkeit Sachsens zum Deutschen Bund. Die Souveränität Sachsens war, wie die aller deutscher Staaten, erheblich eingeschränkt. Über Krieg und Frieden entschied der Deutsche Bund, in dem Österreich und Preußen den größten Einfluss hatten. Die sächsische Verfassung durfte die Anwendung von Bundesrecht nicht einschränken, oder den Vollzug hemmen. Bundesrecht trat deshalb ohne Zustimmung der Ständeversammlung nur durch Verkündung seitens König und Regierung in Kraft. Mit dem Bekenntnis zum Deutschen Bund konnte sich Sachsen das Wohlwollen Österreichs erhalten, das im Frieden von Preßburg dazu beigetragen hatte, dass Sachsen nicht mehr als zwei Drittel seines Territoriums und die Hälfte seiner Bevölkerung an Preußen verlor.

### Staatstyp: Monarchie mit landständischer Verfassung
Der in der Verfassung vorgesehene Staatstyp war eine Monarchie mit landständischer Verfassung. Eine parlamentarische Monarchie mit repräsentativer Verfassung war damit ebenso ausgeschlossen wie eine absolute Monarchie. Der Deutsche Bund verlangte in allen Staaten eine landständische Verfassung. Nach dem Verständnis der von Österreich und Preußen dominierten Wiener Ministerkonferenzen musste die gesamte Staatsgewalt entgegen dem Grundsatz der Gewaltenteilung im Staatsoberhaupt vereinigt bleiben, und es durfte das Regierungshandeln nicht insgesamt von Zustimmungen der Stände abhängig gemacht werden. Sachsen war damit eine uneingeschränkte Monarchie. Gegen eine repräsentative Verfassung auf der Grundlage der Volkssouveränität hätte der Deutsche Bund unter Führung der Präsidialmacht Österreich im Wege der Bundesexekution vorgehen können; als letzte Maßnahme wäre militärische Gewalt vorgesehen gewesen. Die Verfassung war Staatsgrundgesetz, das Vorrang vor allen anderen Gesetzen, Verordnungen und ungeschriebenen Verwaltungspraktiken hatte.

## Die Staatsorgane

### Der König
Der König war Staatsoberhaupt und Inhaber aller staatlicher Gewalten, der gesetzgebenden, der vollziehenden und der rechtsprechenden Gewalt. Allerdings war der König kein Alleinherrscher, sondern übte seine Staatsgewalt durch seine Minister aus. Königliche Gesetzentwürfe, Anordnungen und Verfügungen mussten vom zuständigen Fachminister gegengezeichnet werden, um wirksam zu werden. Der Minister war aber nicht nur dem König verantwortlich, sondern auch der Ständeversammlung. Die Richter wurden zwar von König und Regierung ernannt, waren aber in ihrer Amtsführung unabhängig und Weisungen nicht unterworfen. König war der erstgeborene männliche Nachkomme eines vorherigen Königs aus dem albertinischen Königshaus. Gab es keinen männlichen Nachkommen mehr, ging die Krone auf den Bruder oder auf den Neffen über. Gab es keinen, ging die Krone auf die nächstverwandte Prinzessin über. Ihr ältester Sohn wurde ihr Thronfolger.

### Die Regierung
Die Regierung bestand aus fünf Ministerien, für Justiz, Finanzen, Inneres, Kriegswesen, Kultus und auswärtige Angelegenheiten. Die Minister bildeten ein Kabinett, das Gesamtministerium genannt wurde. Den Vorsitz im Gesamtministerium konnte der König selbst führen, oder der von ihm zum Vorsitzenden des Gesamtministeriums bestellten Fachminister. Einen Ministerpräsidenten oder Premierminister gab es nicht, obwohl der Geheime Rat diese Ämterverteilung wünschte. Die Minister waren dem König und den Ständen gleichermaßen verantwortlich. Die Macht der Regierung erwuchs im Wesentlichen daraus, dass Regierungshandeln des Königs ohne Gegenzeichnung des Fachministers unwirksam war. Das Regierungssystem löste den vorher bestehenden unübersichtlichen und langsam arbeitenden Behördenapparat ab, der allein an der Spitze aus Geheimem Kabinett, Geheimem Konsilium, Geheimem Finanzkollegium und Landesregierung bestand.

### Die Ständeversammlung

#### Die Zuständigkeit der Ständeversammlung

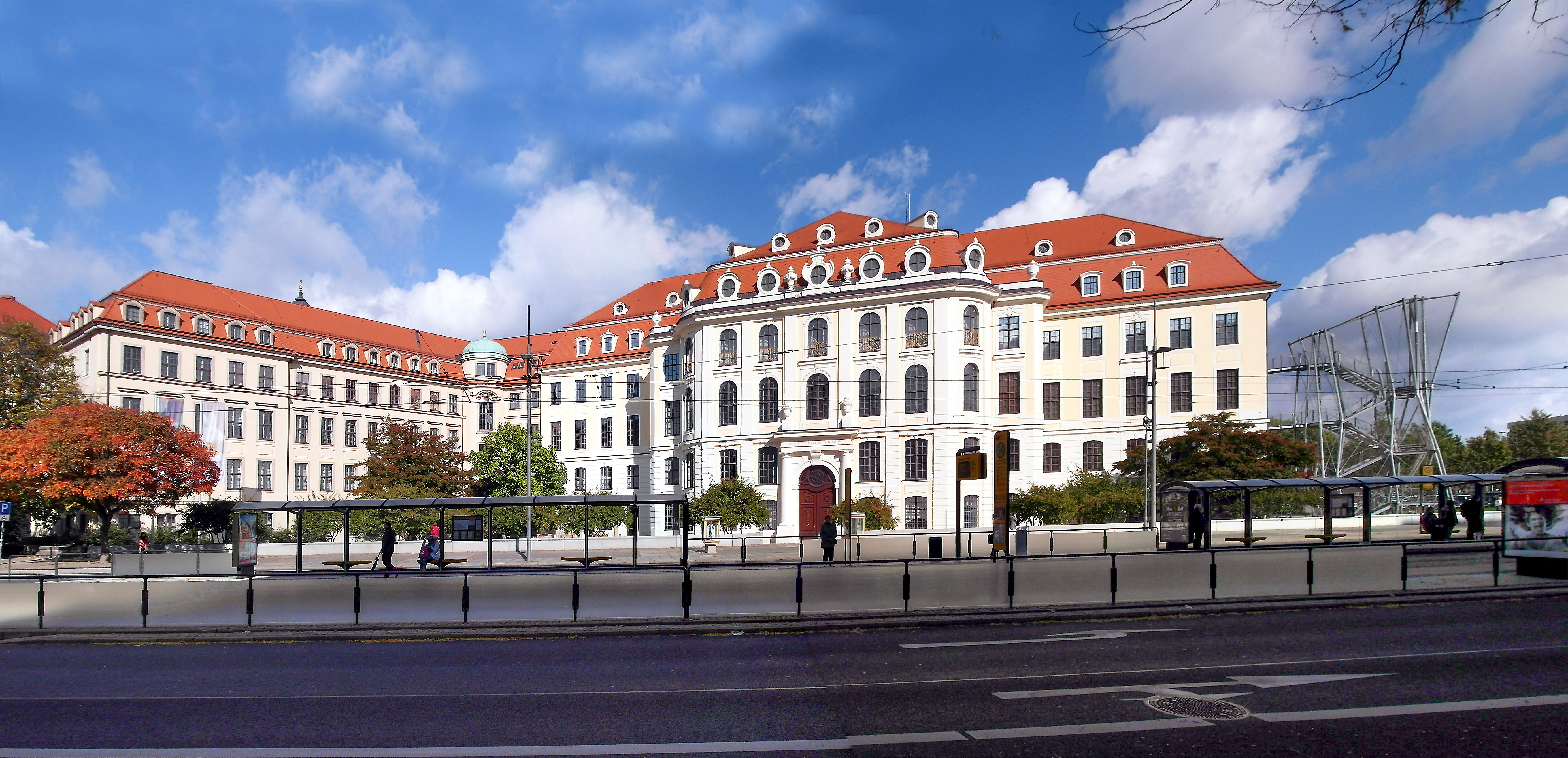
Sitz der Ständeversammlung von 1831–1907

Die Ständeversammlung war zuständig für den Erlass, die Aufhebung und die Abänderung von Gesetzen. Die Ständeversammlung hatte kein Recht, dem König eigene Gesetzentwürfe vorzulegen, sondern konnte nur über die von König und Regierung eingereichten Gesetzentwürfe befinden. Die Ablehnung eines Gesetzentwurfs war entweder mit übereinstimmendem Beschluss der Mehrheit der Mitglieder in beiden Kammern oder mit einer ⅔-Mehrheit der Anwesenden in nur einer der beiden Kammern möglich. Zum Ausgleich dieser einschränkenden Regelungen konnte aber jede Kammer mit der Mehrheit ihrer Mitglieder bei König und Regierung die Einreichung von Regierungsvorlagen beantragen. Verfassungsänderungen konnten beide Kammern einvernehmlich selbst beantragen, wobei in jeder Kammer ¾ der Mitglieder anwesend sein mussten und ⅔ für den Antrag stimmen mussten. Die Ständeversammlung war weiter zuständig für die Neueinführung und Veränderung von Steuern, und die Aufnahme von Staatskrediten. Den von König und Finanzministerium eingebrachten Haushaltsentwurf konnte die Ständeversammlung nur ablehnen, wenn sich in beiden Kammern eine Mehrheit von ⅔ der Anwesenden fand. In allen anderen Angelegenheiten hatte die Ständeversammlung das Recht, Anträge auf Feststellung und Behebung von Mängeln der Verwaltung zu stellen. Von diesem Recht wurde lebhaft Gebrauch gemacht. Die Ständeversammlung war aber kein Vollparlament. Es gab in der Gesetzgebung eher eine Verwerfungskompetenz als eine echte Zustimmungspflicht. Die Ständeversammlung durfte auch nicht aus eigenem Recht zusammentreten, sondern König und Regierung mussten sie nur alle drei Jahre einberufen. König und Regierung konnten die zweite Kammer auch auflösen. Ein Vollparlament war die Ständeversammlung auch deswegen nicht, weil sie die Regierung weder wählen noch abwählen konnte. Dagegen sah der Moßdorfsche Entwurf ein Vollparlament vor, das der Deutsche Bund freilich nicht toleriert hätte, weil der Monarch nicht nur in einzelnen Beziehungen, sondern insgesamt von den Ständen abhängig geworden wäre.

#### Die Zusammensetzung der Ständeversammlung
Die Ständeversammlung bestand aus zwei gleichberechtigten Kammern, die mit übereinstimmendem Beschluss eine Vorlage von König und Regierung bewilligen oder ablehnen konnten.

##### Die erste Kammer
Die erste Kammer bestand im Wesentlichen aus den Mitgliedern der alten Stände der Prälaten, Grafen und vieler einzelner Herrschaften, des Hochstifts Meißen, des Domstifts Bautzen und der großen Städte Leipzig, Dresden, Bautzen, Pirna, Annaberg, Freiberg, Chemnitz und Plauen. Außerdem hatten König und Regierung zehn Rittergutsbesitzer von größeren Rittergütern zu ernennen. Zwölf Besitzer von mittelgroßen Rittergütern wurden von den Besitzern stimmberechtigter Rittergüter gewählt. Die erste Kammer hatte 41 Mitglieder, hinzu kamen die volljährigen Prinzen des königlichen Hauses. Mit der Ausgestaltung der ersten Kammer kam die Verfassung der bundesrechtlichen Verpflichtung nach, eine landständische Verfassung zu schaffen, die die Vorrechte des früheren Reichsadels und der alten Stände nach der Landtagsordnung von 1728 bewahrte.

##### Die zweite Kammer
Die zweite Kammer bestand aus nachstehenden Klassen:
20 Abgeordneten der 966 Rittergutsbesitzer,
25 Abgeordneten der drei größeren und 137 kleineren Städte,
25 Abgeordneten des Bauernstandes, und
5 Vertretern des Handels- und Fabrikwesens.
Die Abgeordneten wurden auf neun Jahre gewählt. Um ein rollierendes System wie im amerikanischen Senat einzurichten, wurden zu Beginn der ersten Sitzungsperiode Abgeordnete ausgelost, deren Amtszeit nur drei oder sechs Jahre betrug. Die Abgeordneten der zweiten Kammer stimmten nicht nach ihren Klassen in eigenen Kurien ab, sondern als Plenum. Dadurch konnte ein parlamentarischer Geschäftsbetrieb entstehen. Die zweite Kammer war erst beschlussfähig, wenn ⅔ ihrer Mitglieder in der Sitzung anwesend waren.

##### Das Wahlrecht
Wahlberechtigung und Wahlverfahren richteten sich nach dem Wahlgesetz, das gleichzeitig mit der Verfassung den alten Ständen vorgelegt wurde, und nur im echten Zustimmungsverfahren von der neuen Ständeversammlung wieder abgeändert werden konnte. 1833 machten die Urwähler für die Zweite Kammer etwa zehn Prozent der Bevölkerung aus.

###### Die Abgeordneten der Rittergutsbesitzer
Stimmberechtigt waren die männlichen Besitzer der 966 Rittergüter, die in einer Liste enthalten waren. Größe und Erträge des Ritterguts waren nicht entscheidend; auch nichtadlige Rittergutsbesitzer waren wahlberechtigt. Die Rittergüter wurden nach ihrer Belegenheit fünf Kreisen zugeteilt. Die Kreise hatten drei bis fünf Abgeordnete zu wählen. Die Wahl für jede Abgeordnetenstelle des Wahlkreises fand in einem gesonderten Wahlgang statt. Die Wahlen fanden direkt statt, ohne das Dazwischentreten von Wahlmännern. Die Wahlen waren schriftlich. Gewählt werden als Abgeordneter konnte nur, wer ein Rittergut im Wahlkreis besaß, das ein Reineinkommen von wenigstens 600 Talern gewährte. Nicht berücksichtigt wurden Erträge aus Grundstücken, die nicht zum Rittergutskomplex gehörten.

###### Die Abgeordneten der städtischen Grundbesitzer
Die Einwohner mit Grundbesitz in den drei größeren Städten Dresden, Chemnitz, Leipzig und den 137 kleineren Städten waren zur Wahl von Wahlmännern berechtigt, die 25 Abgeordnete in die zweite Kammer wählen konnten. Grundstücksbesitzer in der Stadt, die nicht Einwohner waren, hatten keine Wahlberechtigung; Frauen und Juden waren nicht wahlberechtigt. Stadtverordnete, Stadträte, Magistratsbeamte und Richter an den Stadtgerichten konnten wählen, auch wenn sie nicht Grundbesitzer waren. Den Grundstückseigentümern gleichgestellt waren Geistliche, Lehrer und die Administratoren von Grundstücken von Stiftungen und Hospitälern. Nach Erlass des Elementarvolksschulgesetzes waren auch die Inhaber einer ständigen Volksschullehrerstelle als Administratoren des Schulgrundstücks wahlberechtigt. Die 137 kleineren Städte wurden in 20 Wahlkreise aufgeteilt, die je einen Abgeordneten wählen konnten. Dresden und Leipzig konnten je zwei Abgeordnete entsenden, Chemnitz nur einen. Die Abgeordneten wurden von Wahlmännern gewählt. Jede der kleineren Städte konnte auf 25 Wahlberechtigte einen Wahlmann wählen. Alle Wahlmänner eines Wahlbezirks wurden auf einer Liste erfasst und von der staatlichen Verwaltung an einen Ort im Wahlbezirk einberufen. Dort wählten sie mit Stimmzetteln so lange, bis sich eine absolute Mehrheit für einen Abgeordneten fand.
Zum Wahlmann konnte gewählt werden, wer Grundstückseigentümer oder Gleichgestellter war, und wenigstens 10 Taler Grundsteuern jährlich entrichtete. Zum Abgeordneten der städtischen Grundbesitzer war wählbar, wer schon drei Jahre lang in Stadt ansässig war, entweder mit einem Haus oder einem Reinvermögen von 6000 Talern. Stadträte, Stadtverordnete und städtische Richter konnten ohne weitere Voraussetzungen zu Abgeordneten gewählt werden, weil bei ihnen die Kenntnis der städtischen Verhältnisse und das Interesse am Wohlergehen der Stadt vermutet wurde.

###### Die Abgeordneten des Bauernstandes
Stimmberechtigt außerhalb der Städte waren die dort mit Wohnsitz ansässigen Hauseigentümer. Landwirtschaftliche Grundstücke neben dem Hausgrundstück waren nicht erforderlich; andererseits berechtigte ein landwirtschaftliches Grundstück ohne Haus den Eigentümer nicht zur Wahl. Viele grundhörige Bauern waren nicht wahlberechtigt, da die von ihnen bewohnten Grundstücke zu den Rittergutskomplexen gehörten. Die Abgeordneten wurden nicht direkt, sondern durch Wahlmänner gewählt.
Es wurden 25 ländliche Wahlbezirke gebildet, die je einen Abgeordneten zu entsenden hatten. In den Wahlbezirken wurden Wahlabteilungen mit der Normalzahl von 75 Urwählern eingerichtet. Mehrere kleine Dörfer wurden in einer Wahlabteilung zusammengefasst. In größeren Dörfern wurde eine Doppelwahlabteilung für wenigstens 150 Urwähler und für zwei Wahlmänner gebildet. Bei mehr als 120 Stimmberechtigten konnten umliegende Dörfer so hinzugeschlagen werden, dass eine Doppelwahlabteilung für 150 Urwähler gebildet werden konnte. Zum Wahlmann seiner Wahlabteilung konnte gewählt werden, wer zur Urwahl berechtigt war, und wenigstens zehn Taler Grundsteuern bezahlte. Dabei wurde spitz gerechnet: ½ Pfennig zu wenig ließ das passive Wahlrecht zum Wahlmann scheitern. Jeder Wahlabteilung sollten wenigstens fünf Wählbare präsentiert werden, so dass die Nächst-Höchstbesteuerten als Ergänzungswahlmänner aufrückten. Die Wahlmänner wurden mit absoluter Mehrheit nach Ermessen des Wahlleiters entweder geheim mit Stimmzetteln oder durch mündliche, zu Protokoll genommene Erklärung gewählt.
Zum Abgeordneten konnte gewählt werden, wer im Wahlbezirk seinen Wohnsitz hatte, und Landwirtschaft oder ein Fabrikgeschäft als Hauptgewerbe betrieb. Außerdem musste er wenigstens 30 Taler jährlich an Grundsteuern entrichten. In jedem Wahlbezirk sollten wenigstens 50 passiv wahlberechtigte Männer präsentiert werden, so dass die Nächst-Höchstbesteuerten als Ergänzungskandidaten aufrückten. Auch Rittergutsbesitzer waren in der Klasse des Bauernstands wählbar, wenn sie außerhalb des Ritterguts ansässig waren, und dort Landwirtschaft betrieben. Sie konnten aber keine zwei Mandate annehmen. Die Wahlmänner wurden an einem Ort des Wahlbezirks einberufen und wählten den Abgeordneten mit absoluter Mehrheit.

###### Die Vertreter des Handels- und Fabrikwesens
Die Angehörigen des Handels- und Fabrikwesens konnten ihre Abgeordneten über Wahlmänner wählen. Wahlberechtigt war, wer die allgemeinen Voraussetzungen des Wahlrechts erfüllte, und Gewerbesteuer in Höhe von wenigstens 24 Talern jährlich entrichtete. Die Wahlberechtigten wurden fünf Wahlbezirken zugeteilt, von denen jeder einen Abgeordneten wählen konnte. Es gab je einen Wahlbezirk für die Kreisdirektionsbezirke Dresden und Bautzen, für den Handelsstand Leipzig, für den Fabrikstand Leipzig und hinzugeschlagene Amtsbezirke, für den Amtsbezirk Chemnitz und weitere hinzugeschlagene Amtsbezirke, und einen Wahlbezirk für den Zwickauer Kreisdirektionsbezirk. Als Normalzahl wählten 10 Urwähler einen Wahlmann. Pro Wahlbezirk durften aber nicht weniger als 18 und nicht mehr als 24 Wahlmänner gewählt werden.
Wählbar als Wahlmann war, wer aktiv stimmberechtigt war, auch wenn er nicht im Wahlbezirk ansässig war. Die Wahl der Wahlmänner erfolgte in schriftlicher, geheimer Abstimmung der am Ort der Abstimmung erschienenen Stimmberechtigten.
Die Wahlmänner ihrerseits wählten die Vertreter des Handels- und Fabrikwesens ebenfalls in schriftlicher geheimer Wahl mit absoluter Mehrheit. Gewählt werden konnte als Abgeordneter, wer stimmberechtigt war; er musste nicht im Wahlbezirk ansässig sein.

#### Der Geschäftsgang in der Ständeversammlung

##### Allgemeine Gesetzgebung
Gesetzentwürfe wurden vom König in die Ständeversammlung eingebracht. Die Gesetzentwürfe wurden im Fachministerium entworfen, vom Fachminister dem Gesamtministerium zur Abstimmung vorgelegt, mit Abänderungen wieder vom Fachminister entgegengenommen und beim König eingereicht. Dieser zeichnete den Gesetzentwurf und reichte ihn dem Fachminister zurück. Der Fachminister zeichnete gegen und übernahm damit die Verantwortung für die Verfassungskonformität und die Zweckmäßigkeit des Gesetzentwurfs. Dann wurde der Entwurf nach Ermessen der Regierung an eine der beiden Kammern der Ständeversammlung gegeben. Die Entwürfe wurden zunächst in einem Ausschuss behandelt, der ergänzende Stellungnahmen der Regierung und der Abgeordneten einholte, und dann dem Plenum der Kammer einen Bericht vorlegte. Über das Gesetz stimmten dann die Abgeordneten als Plenum ab, nicht die Klassen, in denen die Abgeordneten gewählt wurden.
Die Zustimmung konnte in jeder Kammer mit der Mehrheit der Stimmen erklärt werden; die erste Kammer war beschlussfähig, wenn die Hälfte der Mitglieder anwesend war; die zweite Kammer wenn ⅔ der Mitglieder in der Sitzung anwesend waren. Wenn sich Meinungsverschiedenheiten abzeichneten, konnte die zweitbefasste Kammer die Vorlage an die erstbefasste Kammer zurückreichen, deren zuständiger Ausschuss dann die Änderungsvorschläge bearbeitete und wieder an die zweitbefasste Kammer abgab. Kamen die Kammern nicht zu einem gemeinsamen Ergebnis, mussten sie einen gemeinsamen Vermittlungsausschuss einberufen. Wenn die Vermittlung erfolglos blieb, trat die Zustimmung der Ständeversammlung von selbst ein, wenn nicht wenigstens in einer Kammer ⅔ der Anwesenden gegen die Vorlage stimmten. Die zweite Kammer benötigte also wenigstens 34 Stimmen zur Ablehnung. Erfolgte die Zustimmung mit Abänderungen der Vorlage, so waren König und Regierung nicht verpflichtet, das Gesetz zu verkünden, sondern konnten die Vorlage mehrmals einbringen. Außerdem konnten König und Regierung die zweite Kammer auflösen.

##### Haushaltsrecht
Die Feststellung eines vollständigen Haushaltsplans war in der Verfassung nicht vorgesehen. Allerdings erhielten die Stände alle drei Jahre eine Haushaltsabrechnung für die Vergangenheit und eine Bedarfsberechnung für die Zukunft. Gleich schwer wie die Ablehnung eines Gesetzes war die Ablehnung einer Bedarfsbewilligung: in einer der beiden Kammern musste die Vorlage mit einer Mehrheit von ⅔ der Anwesenden abgelehnt werden. Waren die Kammern unterschiedlicher Auffassung, so war ein Vermittlungsausschuss einzurichten.

##### Außenpolitik
In der Außenpolitik sah die Verfassung keine Mitwirkung der Ständeversammlung vor. Zur Vermeidung von Geheimdiplomatie und zur Sicherung des Gesetzgebungsrechts der Parlamente sieht modernes Verfassungsdenken die Zustimmung des Parlaments zum Abschluss und teilweise auch zur Kündigung von völkerrechtlichen Verträgen vor. Die Kompetenzen für die Außenpolitik waren ohnehin zum Großteil auf den Deutschen Bund übergegangen, der von Österreich und Preußen dominiert war. Die Entscheidung über Krieg und Frieden, die seit 1458 bei den alten Ständen lag, wurde in der Verfassung nicht mehr als Recht der neuen Ständeversammlung erwähnt. Die Zuständigkeit hierfür lag weitgehend beim Deutschen Bund und nicht mehr beim Königreich Sachsen.

## Die Grundrechte
Einen Grundrechtskatalog wie in der Virginia Bill of Rights (1776) oder der Verfassung von Pennsylvania (1776) oder im Grundgesetz für die Bundesrepublik Deutschland (1949) konnte es in der sächsischen Verfassung nicht geben, da der Deutsche Bund nur eine landständische Verfassung erlaubte. Grundrechte beruhen auf dem Grundsatz der Volkssouveränität, der unveräußerlichen Freiheit des Einzelnen, und der Gleichheit vor dem Gesetz. Die Verfechter landständischer Verfassungen hielten diese Grundsätze für eine schädliche Wahnvorstellung. Die Souveränität lag nach ihrer Grundauffassung vielmehr bei den Fürsten als Territorialherren. Nur die Mitglieder einzelner Klassen oder Körperschaften könnten an der Staatsgewalt teilhaben, und auch nur in dem Maße, wie wesentliche Rechte der Territorialherren erhalten blieben. Die Standes- und Rechtsunterschiede dieser Klassen und Korporationen seien von Gott selbst geschaffen und unvertilgbar. Wegen der zunehmenden Popularität von Grundrechten sollten diese dennoch in der Verfassung erwähnt werden. Benannt wurden die Freiheit der Person und des Eigentums, das Recht der Berufs- und Gewerbefreiheit, das Recht auf Emigration ohne Abzugsgebühren, Religionsfreiheit für alle mit Staatsbürgerrechten nur für Christen, Zugang zu öffentlichen Ämtern für Christen, und justizielle Grundrechte. Auch ein Gesetz zu Presseangelegenheiten wurde versprochen, welches die Freiheit der Presse im Grundsatz feststellen sollte. Das Königreich Sachsen konnte über diesen Gegenstand im Jahre 1831 freilich nicht mehr verfügen, denn die Zuständigkeit war seit 1819 an den Deutschen Bund abgetreten. Der Deutsche Bund erließ im Rahmen der Karlsbader Beschlüsse 1819 ein Bundes-Preß-Gesetz, das von den Bundesstaaten die Vorzensur von Druckerzeugnissen forderte, und das im selben Jahre in Sachsen in Kraft gesetzt wurde. Die Zensurvorschriften wurden 1836 dahingehend zusammengefasst, dass nichts abgedruckt werden darf, was die Sicherheit und Würde des königlichen Hauses, des Deutschen Bundes und seiner Staaten, und besonders die ihrer regierenden Häupter verletzt. Ein Recht auf freie Meinungsäußerung, Versammlungsfreiheit und Vereinigungsfreiheit wurden nicht erwähnt.
Die justiziellen Grundrechte wichen von den Katalogen der Virginia Bill of Rights (1776), der Bill of Rights der Vereinigten Staaten (1787) und der französischen Erklärung der Menschen- und Bürgerrechte (1789) ab. Es gab aber einen umfassenden Rechtsschutz gegen jeden Akt der staatlichen Gewalt für denjenigen, der sich in seinen Rechten verletzt glaubte. Damit war erstmals in einer deutschen Verfassung anerkannt, dass nicht nur die Garantie, sondern auch der gerichtliche Schutz von Grundrechten zu ihrer Verwirklichung gehört. Der Richter war vom Einfluss der Regierung und Verwaltung unabhängig. Niemand durfte vor ein anderes Gericht gestellt werden, als das gesetzlich vorgesehene. Jeder Richter musste seine Entscheidung mit einer schriftlichen Urteilsbegründung versehen. Mit diesen Verfahrensgrundrechten konnte in manchen Bereichen eine Willkürjustiz verhindert werden.

## Der Staatsgerichtshof
Es wurde ein Staatsgerichtshof errichtet mit zwei Aufgaben: zunächst war er zuständig für Streitigkeiten zwischen Regierung und den Ständen, wenn eine der beiden Parteien Maßnahmen ergriff oder unterließ, und sich das andere Organ dadurch in seinen verfassungsmäßigen Rechten verletzt sah, oder der Auffassung war, dass die Verfassung falsch ausgelegt war. Außerdem war er zuständig für Klagen der Ständeversammlung gegen einzelne Minister, die sich nach ihrer Auffassung einer Verletzung der Verfassung schuldig gemacht haben. Auf eine Ministeranklage hin konnte der Staatsgerichtshof den Minister aus dem Amt entfernen oder eine ausdrückliche Missbilligung aussprechen. Der Staatsgerichtshof bestand aus insgesamt dreizehn Richtern; einem Präsidenten, der von König und Regierung ernannt wurde und aus sechs Richtern, die König und Regierung ernannten, und weiteren sechs Richtern, von denen jede Kammer drei ernannte. In dieser Hinsicht war die sächsische Verfassung moderner als die spätere Verfassung des Norddeutschen Bundes, die Bismarcksche Reichsverfassung und die Weimarer Verfassung. Diese Verfassungen sahen ein besonderes Verfassungsgericht nicht vor. Erst das Grundgesetz errichtete ein Verfassungsgericht für viele Arten von Konfliktfällen. Die Ständeversammlung hat von ihrem Klagerecht freilich nie Gebrauch gemacht.

## Zeitgenössische Reaktionen nach Inkrafttreten der Verfassung
Wegen ihres Kompromisscharakters und ihrer Grenzen wurde die Verfassung in Sachsen zwiespältig aufgenommen. Die Konstitution, von der man sich viel versprach, befriedigte die Modernisierer nicht, ebenso wenig die Aristokraten. Freundlicher war später die Reaktion auf die neue Städteordnung (1832) nach preußischem Vorbild, die dem Bürgertum einen realen Anteil an der politischen Macht gab. In Großbritannien wurde hingegen gelobt, dass bei Beratung der neuen Verfassung die Beteiligungsrechte der alten Stände gewahrt wurden und dass die neue Verfassung dem Bedürfnis der Bürger diene, ohne die bewährten Grundsätze zu vernachlässigen.

## Veränderungen und Ablösung der Verfassung und des Wahlgesetzes

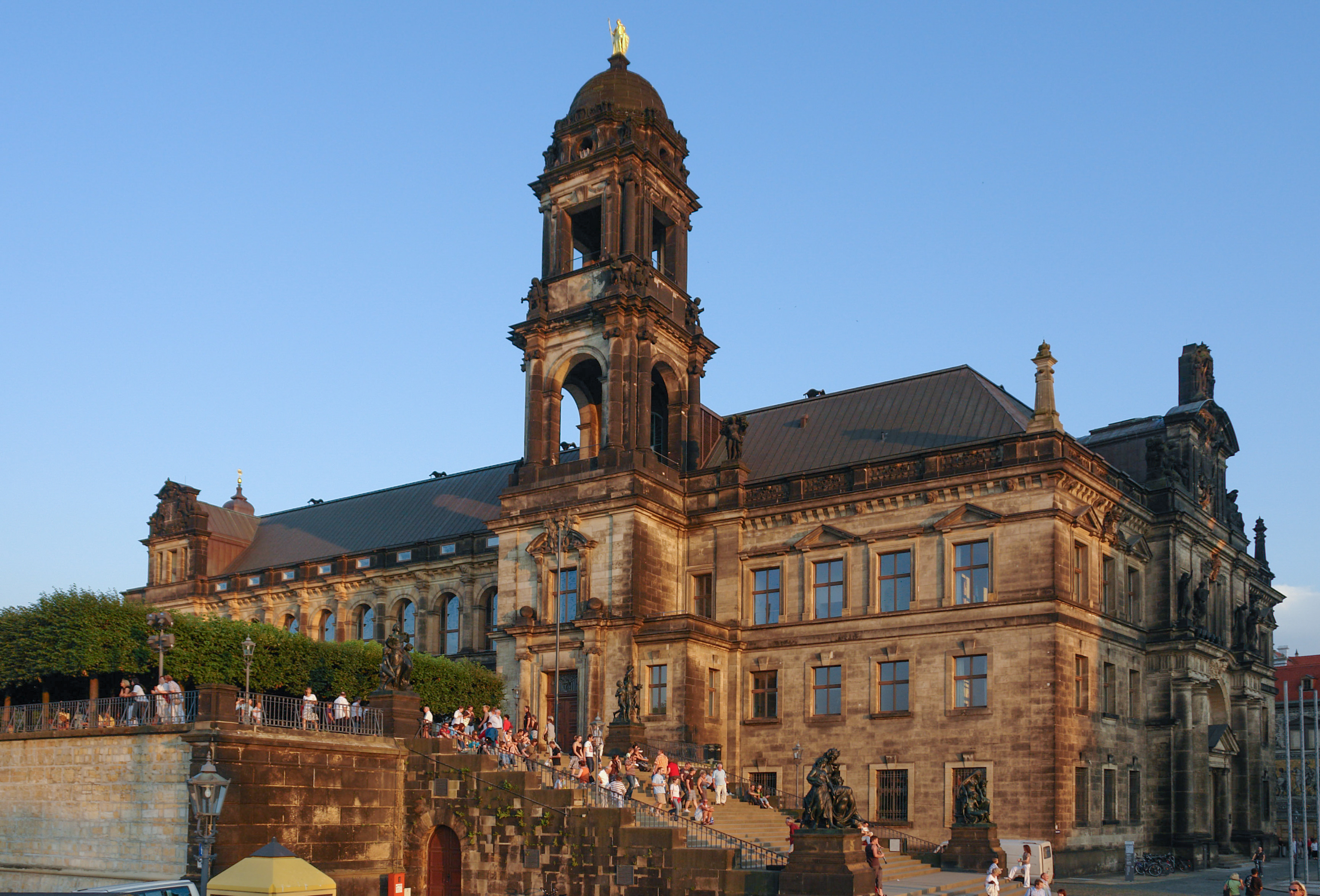
Sitz der Ständeversammlung von 1907–1918

Das Gesamtministerium befürchtete Anfang 1848, dass radikale, demokratische Kräfte die Republik ausrufen und zu den Waffen greifen würden. Der König ernannte ein neues Kabinett, das sich mit der Aufhebung der Zensur, der Vereinigungsfreiheit und der Reform des Wahlgesetzes befassen sollte. Im November 1848 verabschiedete die Zweite Kammer ein neues provisorisches Wahlgesetz: Die Erste Kammer behielt ihre Rechte, aber für die Zweite Kammer wurde das allgemeine und gleiche Männerwahlrecht eingeführt. Am 15. Dezember 1848 wurde eine neue Zweite Kammer gewählt, in der die Demokraten eine klare Mehrheit erhielten. Diese forderten eine Umgestaltung der Verfassung, darunter auch die Abschaffung des Adels. König und Regierung lösten die Zweite Kammer auf. Daraufhin wurde wieder gewählt, und auch diese Zweite Kammer wurde aufgelöst. König und Regierung beriefen 1850 die vorvorletzte, am 21. Mai 1848 zusammengetretene und nach dem Wahlrecht von 1831 gewählte Ständeversammlung wieder ein. Dies war ein Staatsstreich.
Sachsen, das im Jahre 1866 auf Verliererseite am Deutschen Krieg teilgenommen hatte, musste im Oktober 1866 einem Bündnisvertrag mit dem siegreichen Preußen zur Gründung des Norddeutschen Bundes beitreten. Die Verfassung des Norddeutschen Bundes trat am 1. Juli 1867 in Kraft und schuf einen souveränen deutschen Nationalstaat, in dem Sachsen nur noch Gliedstaat war. Sachsen konnte aber seine bisherige innere Ordnung beibehalten, da der Norddeutsche Bund die Gliedstaaten nicht auf einen bestimmten Verfassungstyp verpflichtete. 1868 hob ein neues Wahlgesetz die seit 1850 wieder bestehende ständische Gliederung der Zweiten Kammer auf. In 35 städtischen und 45 ländlichen Wahlkreisen wurde jeweils ein Abgeordneter geheim und ohne Wahlmänner gewählt. Als sich Mehrheiten für sozialdemokratische Abgeordnete abzeichneten, wurde 1896 ein Dreiklassenwahlrecht nach preußischem Vorbild eingeführt, außerdem durften nur noch Wahlmänner gewählt werden und nicht die Abgeordneten selbst. 1909 wurde ein Pluralwahlrecht eingeführt, das die Ungleichheiten des Dreiklassenwahlrechts abmildern sollte. Jeder männliche Wahlberechtigte hatte eine Grundstimme, zu der je nach Lebensalter, Einkommen und Schulbildung noch bis zu vier weitere Stimmen zugebilligt wurden. In dieser unbefriedigenden Gestalt verblieben Wahlrecht und Volksvertretung bis zum Ende des Ersten Weltkriegs.
Ende Dezember 1918 beschloss der Rat der Volksbeauftragten – eine Revolutionsregierung – eine Verordnung über die Wahlen zur Volkskammer der Republik Sachsen. Diese Volkskammer beschloss am 20. Oktober 1920 die Verfassung des Freistaates Sachsen vom 1. November 1920.

## Bedeutung der Verfassung

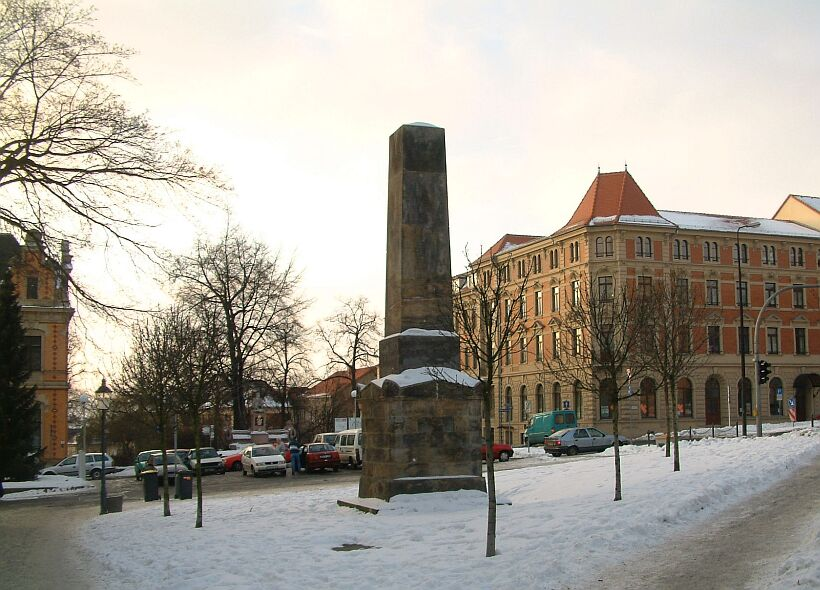
Konstitutionssäule in Zittau

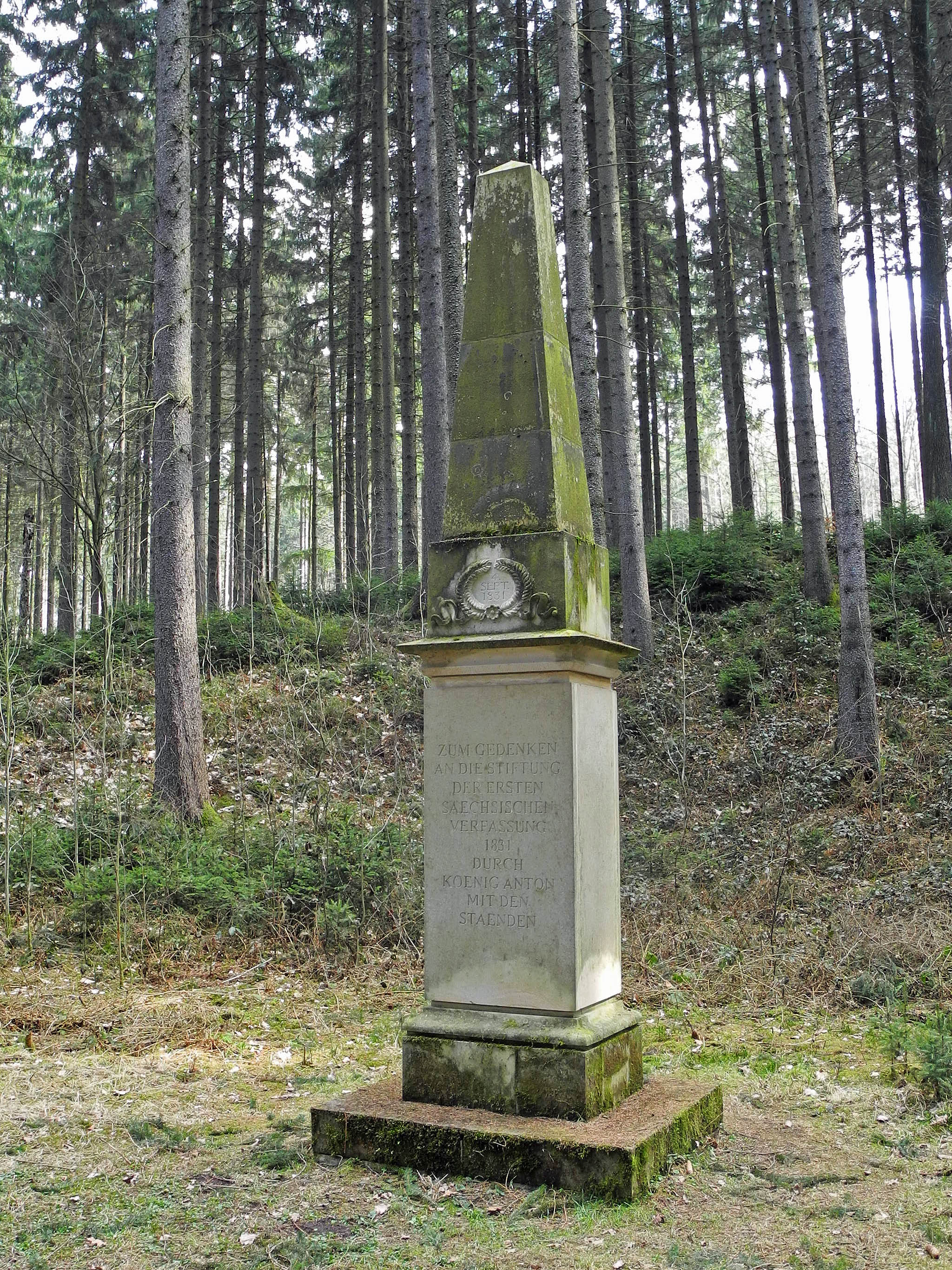
Konstitutionssäule Lieblingstal am Schullwitzbach bei Dittersbach

Die neue Ständeversammlung ruhte durch die zweite Kammer und das Wahlverfahren auf einer breiteren Grundlage als die vorangegangene, altständische Versammlung nach der Land- und Ausschußtagsordnung von 1728. Sie war in der Lage, unterschiedliche Interessen zu erkennen, zu gewichten und gegeneinander abzuwägen. Im parlamentarischen Geschäftsbetrieb konnten Gesetze zügiger beschlossen werden als durch die Kurien der alten Landstände. Die Vorlage eines Rechenwerks über Staatseinnahmen und Staatsausgaben und eine Bedarfsprognose erlaubte erstmals einen Einblick in den Staatsbedarf und sein Zustandekommen. Nach Inkrafttreten der Verfassung konnten die dringendsten Gesetzgebungsvorhaben in Angriff genommen werden. Dazu gehörte die Allgemeine Städteordnung (1832), die die kommunale Selbstverwaltung brachte. Ein schon ab 1830 in Angriff genommenes Gesetz über die Ablösung der aus dem Mittelalter herrührenden Fronen und anderen Feudallasten machte die Landwirte ab 1832 zu Eigentümern ihrer Grundstücke. Ab 1835 wurde das Justizwesen vereinfacht und reformiert. Aufgrund eines neuen Elementar-Volksschulgesetzes von 1835 wurde erstmals eine achtjährige Volksschulpflicht eingeführt, regelmäßig Unterricht erteilt, und Schulkinder wurden von der Kinderarbeit befreit. 1861 führte Sachsen als erster deutscher Mittelstaat die Gewerbefreiheit ein, durch die die Zünfte ihre Privilegien und Monopole verloren. Die Verfassung von 1831 bedeutete trotz ihrer Halbheiten beim Wahlrecht und der Pressefreiheit eine Epochengrenze für Sachsen zwischen der mittelalterlichen Agrarstruktur und der auf individueller Freiheit beruhenden Industriegesellschaft.